# 서피스 스튜디오

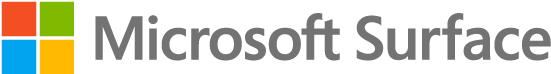
마이크로소프트 서피스 로고.

서피스 스튜디오(Surface Studio)는 마이크로소프트가 윈도우 기반 개인용 컴퓨팅 장치 서비스 시리즈의 일부로서 설계하고 생산하는 올인원 PC이다. 2016년 10월 26일, 당일 선주문을 시작하면서 윈도우 10 디바이스 이벤트에서 발표되었다.
마이크로소프트에 의해 온전히 제조된 최초의 데스크톱 컴퓨터인 서피스 스튜디오는 애니버서리 업데이트가 미리 설치된 윈도우 10 운영 체제를 사용한다. 그러나 이것은 2017년 봄에 출시될 예정인 윈도우 10의 차기 크리에이터스 업데이트에 최적화되어 있다. $2,999로 시작하는 이 제품은 그래픽 아티스트와 디자이너와 같은 창의적인 직종에 종사하는 사람들을 주 대상으로 한다.

## 기능

### 하드웨어
서피스 스튜디오는 28인치 4.5K 4500x3000 화소(192 dpi와 동등)의 픽셀센스 디스플레이를 갖추고 있다. 12.5 밀리미터 두께에 이르는, 올인원 PC 중 가장 얇은 화면은 DCI-P3와 sRGB 색 공간에서 사용이 가능하며 와콤 신티크와 비슷한 방식으로 평평한 위치에서 기울일 수 있는 독특한 힌지를 제공한다. 디스플레이의 베젤은 5.0 메가픽셀 카메라 및 윈도우 헬로 호환 백라이트 적외선 카메라를 포함하고 있다.
CPU가 기본 포함되어 있는데, 6세대(스카이레이크) 인텔 코어 i5 또는 코어 i7 프로세서 및 엔비디아 지포스 GTX 965M 또는 지포스 GTX 980M 그래픽스 프로세서(둘 다 구성에 의존함)를 채용하고 있다. 시스템은 최대 32 기가바이트의 DDR4 램 및 2 테라바이트의 하드 드라이브로 구성할 수 있다. 4개의 USB 3.0 포트, 미니 디스플레이포트, SDXC 카드 리더, 헤드셋 연결을 지원한다.
| 서피스 스튜디오 구성 옵션 | 서피스 스튜디오 구성 옵션             | 서피스 스튜디오 구성 옵션 | 서피스 스튜디오 구성 옵션 | 서피스 스튜디오 구성 옵션 |
| 가격층 (USD)              | CPU                                   | 내장 GPU                  | RAM                       | 내부 스토리지             |
| ------------------------- | ------------------------------------- | ------------------------- | ------------------------- | ------------------------- |
| 2,999                     | Intel Core i5-6440HQ (2.6 to 3.5 GHz) | GTX 965M                  | 8 GB                      | 1 TB (64GB SSD)           |
| 3,499                     | Intel Core i7-6820HQ (2.7 to 3.6 GHz) | GTX 965M                  | 16 GB                     | 1 TB (128GB SSD)          |
| 4,199                     | Intel Core i7-6820HQ (2.7 to 3.6 GHz) | GTX 980M                  | 32 GB                     | 2 TB (128GB SSD)          |

### 액세서리
마이크로소프트는 서비스 스튜디오와 함께 동작하는 서피스 마우스와 서피스 키보드를 설계하였다. 서피스 펜 및 새로 출시된 액세서리 서피스 다이얼과도 호환된다.